# Steam Detectives
Steam Detectives (快傑蒸気探偵団?, Kaiketsu jōki tanteidan) è un manga di fantascienza scritto e disegnato da Kia Asamiya, da cui è stata tratta una serie anime di 26 episodi, trasmessa in Giappone nel 1998. Il fumetto è stato parzialmente pubblicato in Italia dalla Planet Manga, mentre l'anime è ancora inedito.

## Trama
Narutaki è un ragazzino decisamente sveglio ed intelligente, i cui genitori sono stati uccisi anni prima proprio davanti ai suoi occhi. Il padre di Narutaki era un famosissimo detective, e per continuare la tradizione di famiglia, Narutaki, insieme con l'inseparabile maggiordomo Kawakubo decidono di dare una mano alla polizia di Steam City per risolvere i casi più disparati. Insieme alla sua assistente-infermiera-tuttofare Ling Ling, ed al proprio robot gigante a vapore Goriki, Narutaki forma la squadra di investigazione più temuta dai criminali di Steam City.

## Personaggi
Narutaki (鳴滝?)
Doppiato da: Sōichirō Hoshi
Narutaki è un geniale ragazzino impegnato nella lotta contro il male. È un ragazzo decisamente forte di carattere che tende a non arrendersi mai. Non si lascia scoraggiare da nulla e cerca di risolvere ogni problema gli si ponga di fronte. È il figlio di un famoso detectiv, quindi il suo talento è genetico.
Ling Ling (周鈴々?, Shū Rinrin)
Doppiata da: Hiroko Taguchi
Ling ling è la figlia del famoso scienziato Dr. Hsu, nonché assistente di Narutaki ed infermiera. È molto dolce e premurosa nei confronti di chiunque abbia bisogno di lei. Nonostante Narutaki sia un piccolo genio, lei riesce sempre a batterlo a scacchi!
Kawakubo (川久保?)
Doppiato da: Yuuichi Nagashima
Kawakubo è il fedele maggiordomo inglese di Narutaki. Si occupa di Narutaki in maniera premurosa ed impeccabile, oltre a svolgere compiti extra legati all'hobby del suo padroncino.
Night Phantom (ナイト・オブ・ファンタム?, Naito Obu Fantomu)
Doppiato da: Akio Ohtsuka
Night of the Phantom è un individuo diabolico, nemico numero uno di Narutaki. Privo di scrupoli, non fa altro che elaborare macchinazioni per riuscired avere la meglio sul suo rivale. Suo padre era il criminale che usava lo stesso nome "Night of Phantom" e che uccise il padre di Narutaki. Secondo Night of Phantom però fu il padre di Narutaki a tradire suo padre e quindi lui vuole vendicare quel gesto.
Lu Bread (ル・ブレッド?, Ru Bureddo)
Doppiato da: Takeshi Kusao
Anche Lu Bread ha scelto Narutaki come suo nemico giurato. Sfortunatamente per lui, Narutaki ha molti più asi nella manica di quanti lui sospetti, e così finisce sempre per essere battuto.
Lang Lang (周蘭々?, Shū Ranran)
Doppiata da: Miki Nagasawa
Lang Lang è la sorella di Ling Ling ed anche lei è un'infermiera. Lang Lang è per Lu Bread, ciò che Ling Ling rappresenta per Narutaki e farebbe qualunque cosa per lui, anche a costo di danneggiare la sorella.
Red Scorpion (紅サソリ?, Benisasori)
Doppiato da: Chisa Yokoyama
Red Scorpion è letteralmente ossessionata dalla propria bellezza, al punto di rubare tutti i gioielli più preziosi perché meritevoli di essere portati solo da lei.
Machine Baron (機械男爵?, Kikai danshaku)
Doppiato da: Norio Wakamoto
Baron, come il nome suggerisce ha una fissazione per i macchinari. Infatti ne ha una collezione vastissima ed è innamorato di Goriki. Come tutti gli altri criminali della serie, progetta un sacco di piani elaboratissimi, che vengono puntualmente smascherati da Narutaki.
Dr. Guilty (Dr. ギルティ?, Dr. Giruti)
Doppiato da: Tomomichi Nishinara
Dr. Guilty è uno scienziato pazzo che ha intenzione di conquistare la città per dimostrare di essere migliore del famoso Dr. Hsu was.
Onigawara (鬼瓦?)
Doppiato da: Norio Tohita
Un detective di Steam City. È innamorato di Ling Ling.
Yagami (八神?)
Doppiato da: Souichirou Hoshi
È uno dei più abili detective di Steam city.

## Media

### Manga
Il manga, scritto e disegnato da Kia Asamiya, è stato inizialmente serializzato sulla rivista Monthly Shōnen Jump edita da Shūeisha dal 1994 al 1996. Successivamente è stato spostato sulla testata Ultra Jump dal 1998 al 2000, dove si è concluso. I capitoli sono stati raccolti in 8 volumi tankōbon pubblicati dal 9 ottobre 1995 al dicembre 2000.
In Italia, la serie è stata pubblicata da Panini Comics sotto l'etichetta Planet Manga dal settembre 1998 al febbraio 1999 in un formato sottiletta, in cui ogni volume corrisponde a metà degli originali. Tuttavia, la pubblicazione si è interrotta al sesto volume, che corrisponde al terzo originale.

#### Volumi
| Nº Ja | Nº It | Data di prima pubblicazione | Data di prima pubblicazione | Data di prima pubblicazione |
| Nº Ja | Nº It | Giapponese                  | Giapponese                  | Italiano                    |
| ----- | ----- | --------------------------- | --------------------------- | --------------------------- |
| 1     | 1-2   | 9 ottobre 1995              | ISBN 4-08-851257-X          | settembre 1998 ottobre 1998 |
| 2     | 3-4   | 9 aprile 1996               | ISBN 4-08-851258-8          | novembre 1998 dicembre 1998 |
| 3     | 5-6   | ottobre 1996                | ISBN 4-08-851260-X          | gennaio 1999 febbraio 1999  |
| 4     | -     | agosto 1997                 | ISBN 4-08-851260-X          | —                           |
| 5     | -     | agosto 1998                 | ISBN 4-08-872599-9          | —                           |
| 6     | -     | marzo 1999                  | ISBN 4-08-872692-8          | —                           |
| 7     | -     | aprile 2000                 | ISBN 4-08-872858-0          | —                           |
| 8     | -     | dicembre 2000               | ISBN 4-08-873057-7          | —                           |

### Anime
Un adattamento anime di 26 episodi, prodotto dallo studio Xebec e diretto da Nobuyoshi Habara, è stato trasmesso in Giappone dal 7 ottobre 1998 al 31 marzo 1999. La sigla di apertura è Kimi, hohoenda yoru (君, 微笑んだ夜?), mentre quelle di chiusura sono Okubyō Emotion (臆病emotion?) (ep. 1-13) e Oasis (オアシス?, Oashisu) (ep. 14-26), tutte cantate da Elika.

#### Episodi
| Nº | Titolo italiano (traduzione letterale) Giapponese 「Kanji」 - Rōmaji                                                 | In onda          | In onda |
| Nº | Titolo italiano (traduzione letterale) Giapponese 「Kanji」 - Rōmaji                                                 | Giapponese       |         |
| 1  | Detective del vapore in movimento! 「出動! 蒸気探偵団」 - Shutsudō! Jōki tantei-dan                                  | 7 ottobre 1998   |         |
| 2  | La sfida di Red Scorpion 「紅サソリの挑戦」 - Benisasori no chōsen                                                   | 14 ottobre 1998  |         |
| 3  | L'amore anormale di Machine Baron?! 「機械男爵の異常な愛情?!」 - Kikai danshaku no ijōna aijō?!                      | 21 ottobre 1998  |         |
| 4  | Il nome del rivale è Lu Bread 「好敵手その名はル・ブレッド」 - Raibaru sononaha Ru Bureddo                           | 28 ottobre 1998  |         |
| 5  | Shadow Bolt 「シャドウボルト」 - Shadō Boruto                                                                        | 4 novembre 1998  |         |
| 6  | Le sette trasformazioni di Red Scorpion 「紅サソリ七変化」 - Benisasori shichihenge                                  | 11 novembre 1998 |         |
| 7  | Ordine d'urgenza! Arrestare i potenti 「緊急指令！ 強力を逮捕せよ」 - Kinkyū shirei! Kyōryoku o taiho seyo           | 18 novembre 1998 |         |
| 8  | Per chi ti candidi? 「誰がために君は走る」 - Daregatameni kimi wa hashiru                                            | 25 novembre 1998 |         |
| 9  | Phantom il vendicatore 「復讐人ファンタム」 - Fukushū hito Fantamu                                                   | 2 dicembre 1998  |         |
| 10 | Un grande pericolo! Tornado della città imperiale 「強力ピンチ！ 帝都大竜巻」 - Kyōryoku Pinchi! Teito dai tatsumaki | 9 dicembre 1998  |         |
| 11 | Steam Fantasy 「スチーム不思議話」 - Suchīmu Fantajī                                                                 | 16 dicembre 1998 |         |
| 12 | Il grande fallimento di Machine Baron 「機械男爵の大いなる失敗」 - Kikai danshaku no ōinaru shippai                  | 23 dicembre 1998 |         |
| 13 | Narutaki vs Ling Ling: Una piccola battaglia 「鳴滝vs鈴々 小さな戦い」 - Narutaki vs Rinrin chīsana tatakai          | 30 dicembre 1998 |         |
| 14 | Il romanzo "Il temibile re del vapore" 「小説「恐怖の蒸気王」」 - Shōsetsu "Kyōfu no jōkiō"                          | 6 gennaio 1999   |         |
| 15 | Il bersaglio è una tessera demone ♡ 「ターゲットは鬼瓦♡」 - Tāgetto wa onigawara ♡                                   | 13 gennaio 1999  |         |
| 16 | Le lacrime dell'angelo nero 「黒い天使の涙」 - Kuroi tenshi no namida                                                | 20 gennaio 1999  |         |
| 17 | Inseguiamo il sottomarino X! 「潜水艦Ｘ号を追え！」 - Sensuikan X-gō o oe!                                           | 27 gennaio 1999  |         |
| 18 | Taccuino da detective di 36 pagine 「36頁の探偵手帳」 - 36-Pēji no tantei techō                                      | 3 febbraio 1999  |         |
| 19 | Ricordi rosa pallido 「薄紅の思ひ出」 - Usubeni no omohida                                                           | 10 febbraio 1999 |         |
| 20 | Addio ragazzo detective 「さらば少年探偵」 - Saraba shōnen tantei                                                    | 17 febbraio 1999 |         |
| 21 | L'invito di Lu Bread 「ル・ブレッドの招待状」 - Ru Bureddo no shōtaijō                                               | 24 febbraio 1999 |         |
| 22 | Eterni rivali 「ライバルよ永久に」 - Raibaru yo towa ni                                                              | 3 marzo 1999     |         |
| 23 | Operazione finale 「最後の作戦」 - Saigo no sakusen                                                                  | 10 marzo 1999    |         |
| 24 | L'ombra incombente del diavolo 「迫り来る悪魔の影」 - Semari kuru akuma no kage                                      | 17 marzo 1999    |         |
| 25 | E non ne rimase nessuno 「そして誰もいなくなった」 - Soshite daremo inakunatta                                       | 24 marzo 1999    |         |
| 26 | La città imperiale ci attende 「帝都は君を待っている」 - Teito wa kimi o matte iru                                   | 31 marzo 1999    |         |